# Масельга (приток Валгомки)
Масельга — река в России, протекает в Волховском районе Ленинградской области России. Относится к бассейну Сяси.

## География
Масельга начинается в урочище Большое Мурово в болоте Василюхин Мох. Течёт на северо-запад. На левом берегу деревня Усадище, на правом — Тихомировщина. За деревнями река поворачивает на юго-запад, принимает левый приток Кивуйку и через 2 км, сливаясь с Холмачей, образует Валгомку. Длина реки составляет 21 км, площадь водосборного бассейна 114 км².

## Данные водного реестра
По данным государственного водного реестра России относится к Балтийскому бассейновому округу, водохозяйственный участок реки — Сясь, речной подбассейн реки — Нева и реки бассейна Ладожского озера (без подбассейна Свирь и Волхов, российская часть бассейнов). Относится к речному бассейну реки Нева (включая бассейны рек Онежского и Ладожского озера).
Код объекта в государственном водном реестре — 01040300112102000018495.